# Comté de Decatur (Géorgie)
Pour les articles homonymes, voir Comté de Decatur.
Le comté de Decatur est un comté de Géorgie, aux États-Unis.

## Démographie
| 1830  | 1840  | 1850  | 1860   | 1870   | 1880   |
| ----- | ----- | ----- | ------ | ------ | ------ |
| 3 854 | 5 872 | 8 262 | 11 922 | 15 183 | 19 072 |

| 1890   | 1900   | 1910   | 1920   | 1930   | 1940   |
| ------ | ------ | ------ | ------ | ------ | ------ |
| 19 949 | 29 454 | 29 045 | 31 785 | 23 622 | 22 234 |

| 1950   | 1960   | 1970   | 1980   | 1990   | 2000   |
| ------ | ------ | ------ | ------ | ------ | ------ |
| 23 620 | 25 203 | 22 310 | 25 495 | 25 511 | 28 240 |

| 2010   | - | - | - | - | - |
| ------ | - | - | - | - | - |
| 27 842 | - | - | - | - | - |